# Yuta Ueda
Yuta Ueda (japanisch 植田 悠太 Ueda Yuta; * 6. Juli 2004 in Ōtsu, Präfektur Shiga) ist ein japanischer Fußballspieler.

## Karriere

### Verein
Yuta Ueda erlernte das Fußballspielen in der Jugend von Kyōto Sanga. Hier unterschrieb er im Februar 2023 seinen ersten Vertrag. Der Verein aus Kyōto spielte in der ersten Liga, der J1 League. Die Spielzeit 2024 wurde er an den Drittligisten RB Ōmiya Ardija ausgeliehen. Am Ende der Saison 2024 feierte er mit dem Verein aus Ōmiya-ku die Drittligameisterschaft und den Aufstieg in die zweite Liga. Nach dem Aufstieg verließ er den Verein und wechselte auf Leihbasis zum Zweitligisten JEF United Ichihara Chiba.

### Nationalmannschaft
Yuta Ueda spielte 2019 zweimal für die japanische U15-Mannschaft und viermal für die U16.

## Erfolge

### Verein
Ōmiya Ardija
- Japanischer Drittligameister: 2024